# Carbognano
Carbognano é uma comuna italiana da região do Lácio, província de Viterbo, com cerca de 1.918 (Cens. 2001) habitantes. Estende-se por uma área de 17,25 km², tendo uma densidade populacional de 111,19 hab/km². Faz fronteira com Caprarola, Fabrica di Roma, Nepi, Vallerano.

## Demografia
| Variação demográfica do município entre 1861 e 2011                               |
|                                                                                   |
| Fonte: Istituto Nazionale di Statistica (ISTAT) - Elaboração gráfica da Wikipedia |